# Drużynowe Mistrzostwa Europy Juniorów na Żużlu 2018
Drużynowe Mistrzostwa Europy Juniorów na Żużlu 2018 – zawody żużlowe, mające na celu wyłonienie medalistów drużynowych mistrzostw Europy juniorów w sezonie 2018. Rozegrano dwa półfinały oraz finał, w którym zwyciężyli reprezentanci Danii.

## Finał
- Dyneburg, 1 września 2018
- sędzia: Aleksander Latosiński

| Msc |                                                                                      | Drużyna / Zawodnik                                          | Biegi         | Punkty |
| --- | ------------------------------------------------------------------------------------ | ----------------------------------------------------------- | ------------- | ------ |
| 1   |                                                                                      | Dania                                                       | Dania         | 45     |
| 1   | Mads Hansen Patrick Hansen Andreas Lyager Frederik Jakobsen Jonas Seifert-Salk       | (3,2,1,3,2) (3,2,2,3,2) (3,2,1,w,3) (3,2,3,2,3) ns          | 11 12 9 13 ns |        |
| 2   |                                                                                      | Polska                                                      | Polska        | 37     |
| 2   | Rafał Karczmarz Igor Kopeć-Sobczyński Wiktor Lampart Dominik Kubera Daniel Kaczmarek | (2,3,2,0,3) (2,1,–,–,–) (2,3,3,1,3) (0,3,3,3,0) (–,–,0,2,1) | 10 3 12 9 3   |        |
| 3   |                                                                                      | Łotwa                                                       | Łotwa         | 21     |
| 3   | Oļegs Mihailovs Artjoms Trofimovs Dāvis Kurmis Ernests Matjušonoks Elvis Avgucevics  | (2,1,2,2,0) (2,0,–,1,3) (2,1,w,–,1) (1,–,1,2,1) (–,0,3,0,–) | 7 6 4 5 3     |        |
| 4   |                                                                                      | Szwecja                                                     | Szwecja       | 16     |
| 4   | Alexander Woentin Christoffer Selvin Joel Kling Anton Karlsson Emil Millberg         | (0,1,1,1,–) (1,u,–,1,u) (0,0,2,3,2) (0,–,0,2,1) (–,0,0,–,1) | 3 2 7 3 1     |        |

Bieg po biegu:
1. Jakobsen, Michaiłow, Selvin, Kubera
2. Lyager, Lampart, Trofimow, Woentin
3. P. Hansen, Karczmarz, Matjuszonok, Kling
4. M. Hansen, Kopeć-Sobczyński, Kurmis, Karlsson
5. Karczmarz, Jakobsen, Trofimow, Millberg
6. Michaiłow, Lyager, Kopeć-Sobczyński, Kling
7. Kubera, P. Hansen, Woentin, Kurmis
8. Lampart, M. Hansen, Matjuszonok, Selvin (u4)
9. Jakobsen, Matjuszonok, Woentin, Kaczmarek
10. Kurmis, Karczmarz, Lyager, Millberg
11. Lampart, P. Hansen, Michaiłow, Karlsson
12. Kubera, Kling, M. Hansen, Trofimow
13. Kubera, Karlsson, Lyager (w), Matjuszonok (t)
14. Kling, Jakobsen, Lampart, Kurmis
15. P. Hansen, Kaczmarek, Selvin, Trofimow
16. M. Hansen, Michaiłow, Woentin, Karczmarz
17. Lyager, Trofimow, Kaczmarek, Selvin (u4)
18. Karczmarz, M. Hansen, Karlsson, Kurmis
19. Lampart, P. Hansen, Millberg, Matjuszonok (u4)
20. Jakobsen, Kling, Michaiłow, Kubera